# Arraial (kommun i Brasilien)
Arraial är en kommun i Brasilien.   Den ligger i delstaten Piauí, i den östra delen av landet, 1 200 km nordost om huvudstaden Brasília. Antalet invånare är 4 688.
Omgivningarna runt Arraial är huvudsakligen savann. Runt Arraial är det mycket glesbefolkat, med 6 invånare per kvadratkilometer.